# West-Lunga-Nationalpark
Der West-Lunga-Nationalpark (englisch West Lunga National Park) liegt 1100 bis 1200 Meter hoch und umfasst eine Fläche etwa 1700 km² in der Nordwestprovinz von Sambia.

## Geographie
Der West-Lunga-Nationalpark wurde in den 1940er-Jahren eingerichtet. Sein Name bezieht sich auf den Fluss Westlicher Lunga, der auf der Westseite des Parks von Nord nach Süd verläuft. Die östliche und südliche Grenze des Parks bildet der Kabompo.

## Flora und Fauna
Zu den im Park beobachteten Tierarten zählen Gelbrückenducker, Pukus, Pferdeantilopen, Rappenantilopen, Afrikanische Wildhunde, Steppenpaviane, Nilkrokodile und Büffel.
Der Park bildet zusammen mit der Lukwakwa Game Management Area ein „bedeutendes Vogelgebiet“ (Important Bird Area). Zu den vorkommenden Vogelarten zählen Kobalteisvögel (Alcedo semitorquata), Afrikanische Binsenrallen und in großer Zahl die Schwalbenart Psalidoprocne pristoptera. Auffällige Arten sind zudem der Buschwürger, das Kräuselhauben-Perlhuhn, die Afrikaschnäpperart Batis margaritae und die Raupenfängerart Campephaga quiscalina.

## Infrastruktur und Tourismus
Der Park liegt etwa 10 km nördlich der Straße von Solwezi nach Kabompo.